# Isérnia
Isérnia é uma comuna italiana da região do Molise, província de Isérnia, com cerca de 20.884 habitantes. Estende-se por uma área de 68 km², tendo uma densidade populacional de 307 hab/km². Faz fronteira com Carpinone, Forlì del Sannio, Fornelli, Longano, Macchia d'Isernia, Miranda, Pesche, Pettoranello del Molise, Roccasicura, Sant'Agapito.
Era conhecida como Esérnia (em latim: Aesernia) durante o período romano.

## Demografia
| Variação demográfica do município entre 1861 e 2011                               |
|                                                                                   |
| Fonte: Istituto Nazionale di Statistica (ISTAT) - Elaboração gráfica da Wikipedia |